# Gajo
Het Gajo is een Austronesische taal (ISO 639-3: gay).
De taal wordt gesproken door ongeveer 180.000 sprekers in het noorden van Sumatra. De positie van de taal binnen de westelijke Maleis-Polynesische talen is niet geheel duidelijk, maar zij schijnt tamelijk op zichzelf te staan. In 1907 schreef de Nederlander G.A.J. Hazeu in opdracht van de koloniale autoriteiten een woordenboek, het Gajōsch-Nederlandsch Woordenboek, uitgegeven de Landsdrukkerij te Batavia.